# Gen’ichi Taguchi
Gen’ichi Taguchi (jap. 田口玄一 Taguchi Gen’ichi; ur. 1 stycznia 1924 w Tōkamachi, w prefekturze Niigata, w Japonii, zm. 2 czerwca 2012) – japoński inżynier i statystyk, który wprowadził metody statystyczne do przemysłu w celu poprawy jakości produktów.
Tōkamachi, jego rodzinne miasto, było słynne z zakładów włókienniczych. Taguchi ukończył studia w zakresie włókiennictwa, aby prowadzić rodzinne interesy w tej dziedzinie. Rozpoczął jednak pracę w przemyśle, którą przerwał, gdy w czasie II wojny światowej został w 1942 r. wcielony do wojska.
W 1948 r. podjął pracę w Ministerstwie Zdrowia, gdzie zainteresował się statystyką. Jego badania skupiały się na projektowaniu eksperymentów.
Od 1950 r. pracował w różnych gałęziach przemysłu, gdzie spotkał W. E. Deminga, a także W. A. Shewharta. W latach 60., po obronie doktoratu, wykładał na japońskich uniwersytetach. W 1980 r. został także zaproszony do wygłoszenia serii wykładów dla uczelni oraz biznesu w USA.

## Osiągnięcia
Gen’ichi Taguchi wniósł wiele do nauki o jakości. Szczególnymi jego osiągnięciami są:
- Funkcja strat jakości – metoda, której główna idea polega na takim dopasowaniu procesów produkcyjnych i produktów do tzw. krzywych jakości, aby straty były jak najmniejsze.
- Sterowanie jakością off-line – takie zaprojektowanie i przygotowanie systemu produkcyjnego, które zapewni niezawodność procesów (projektowanie systemu, parametrów i tolerancji maszyn).
- Projektowanie eksperymentów.

## Ocena
Odwrotnie do innych teoretyków jakości – Taguchi mówi raczej o stracie jakości, niż o samej jakości. Metoda ta pozwala projektantom zaprojektować krok po kroku taki wyrób, który zaspokajałby potrzeby klienta i minimalizował koszty firmy. Jest ona o tyle wygodna, że nie wymaga dużej znajomości statystyki czy statystycznej kontroli jakości – jest zaprojektowana dla inżynierów.